# Magusa angustipennis
Magusa angustipennis är en fjärilsart som beskrevs av Heinrich Benno Möschler 1886. Magusa angustipennis ingår i släktet Magusa och familjen nattflyn. Inga underarter finns listade i Catalogue of Life.